# Catherine Ribeiro
Catherine Ribeiro (22. září 1941 – 23. srpna 2024) byla francouzská zpěvačka a herečka.
Narodila se v Lyonu portugalským rodičům. V roce 1963 hrála v Godardově filmu Karabiniéři, později například ve filmech Buffalo Bill: Hrdina divokého západu (1965) a Né (1975). Koncem 60. let působila s Patricem Moulletem v progresivní rockové skupině Catherine Ribeiro + 2 Bis, se kterou v roce 1969 vydala jedno eponymní album. Následně s Moulletem vystupovala a nahrávala alba pod názvem Catherine Ribeiro + Alpes. V roce 1977 vydala své první sólové album Le Blues de Piaf. Mezi její další alba patří Jacqueries (1979) s texty Jacquesa Préverta. V 80. letech omezila veřejné vystupování, později se však na scénu vrátila. Zemřela v roce 2024 ve městě Martigues ve věku 82 let.
V roce 1985 získala Řád umění a literatury.